# Pushpagiri Vihara
Pushpagiri Vihara(Oriya: ପୁଷ୍ପଗିରି) fue un antiguo mahavihara o complejo monástico budista situado en la cima de la colina (o colinas) de Langudi, en el distrito de Jajpur de Odisha (India). Pushpagiri se menciona en los escritos del viajero chino Xuanzang (c. 602 - c. 664) y en otras fuentes antiguas. Hasta la década de 1990, se planteó la hipótesis de que se trataba de uno o todos los sitios monásticos del grupo Lalitgiri-Ratnagiri-Udayagiri, también situados en el distrito de Jajpur. Estos yacimientos contienen ruinas de muchos edificios, estupas de diversos tamaños, esculturas —muchas de ellas trasladadas ahora a museos— y otros artefactos.
Sin embargo, las excavaciones arqueológicas llevadas a cabo en las colinas de Langudi entre 1996 y 2006 dieron como resultado el descubrimiento de otro sitio, con inscripciones que describen el monasterio local como puṣpa sabhar giriya, y que los excavadores identificaron como Pushpagiri. Esta es la opinión generalizada entre los estudiosos. El sitio se ha hecho accesible para el turismo.
La visita de Xuanzang indica que Pushpagiri fue un sitio budista importante en la India antigua. Junto con Nalanda, Vikramashila, Odantapuri, Takshashila y Vallabhi, se cree que fue un importante centro de aprendizaje antiguo. Floreció entre los siglos III y XI de nuestra era.

## Menciones históricas
El viajero chino Xuanzang (c. 602-644) describe un sangharama (monasterio) llamado Pu-se-p'o-k'i-li en la región suroccidental de un país, cuyo nombre se translitera de diversas maneras como U-Cha o Wu-T-U. Eruditos como Stanislas Julien y Samuel Beal restauraron Pu-se-po-k'i-li como «Pushpagiri», y el nombre del país como «Ota» o «Udra». Los eruditos identifican este país como Odra en la actual Odisha. Xuanzang describe el monasterio como sigue:

En el suroeste del país estaba el monasterio Pu-sie-p'o-k'i-li en una montaña; la cima de piedra de este monasterio exhibía luces sobrenaturales y otros milagros, las sombrillas colocadas por los adoradores en ella entre la cúpula y la amalaka permanecían allí como agujas sostenidas por un imán.

Una inscripción del siglo III del rey de Andhra Ikshvaku Vira-purusha-datta, encontrada en Nagarjunakonda (en el actual Andhra Pradesh), menciona que un upasika llamado Bodhisiri hizo numerosas donaciones a establecimientos budistas. Una de ellas fue el patrocinio de la construcción de una mandapa de piedra en Puphagiri. Según Thomas E. Donaldson, es probable que este lugar sea el mismo que el Pushpagiri mencionado en los registros de Xuanzang —Puphagiri es la forma pali del sánscrito Pushpagiri—, y estaba situado en la actual Odisha. Pratapaditya Pal señala que, de ser cierta esta identificación, el emplazamiento en Odisha debió establecerse al menos en el siglo III. Sin embargo, otros estudiosos, como Dineshchandra Sircar y B. S. L. Hanumantha Rao, identifican este Puphagiri con el complejo del templo de Pushpagiri en el actual distrito de Cuddapah, en Andhra Pradesh.
El monje budista del siglo IX Prajna, tras pasar 18 años en varios lugares, entre ellos Nalanda, se instaló en un monasterio sin nombre de Wu-ch'a (identificado con Odra), antes de ir a China. Algunos estudiosos, como Prabhat Mukherjee, identifican este monasterio con Pushpagiri.

## Identificación
En el siglo XX, varios estudiosos identificaron el Pushpagiri mencionado en los registros de Xuanzang con varios lugares de la actual Odisha. Ramaprasad Chanda (1930), del Servicio Arqueológico de la India (ASI), creía que Udayagiri o Lalitgiri podían ser el Pushpagiri histórico. Basándose en los hallazgos arqueológicos, K. C. Panigrahi (1961) planteó la hipótesis de que Udayagiri, Lalitgiri y Ratnagiri formaban un complejo común, que se denominaba Pushpagiri. En línea recta, Ratnagiri y Udayagiri. N. K. Sahu (1958) situó Pushpagiri en algún lugar de la región de Phulbani-Ghumsur, basándose en las descripciones geográficas de las obras de Xuanzang.
En 1985, el Servicio Arqueológico de la India inició una excavación en Lalitgiri para confirmar su relación con Pushpagiri. La excavación dio lugar a varios descubrimientos arqueológicos importantes, pero ninguno de ellos confirmó la identificación de Lalitgiri con Pushpagiri.

## Excavaciones en la colina de Langudi
En la década de 1990, el profesor universitario Harish Chandra Prusty descubrió un yacimiento budista en la colina de Langudi, en el distrito de Jajpur. Está a unos 18 km de distancia de Udaygiri, el más cercano de los yacimientos del «triángulo», más arriba en el río. En 1993, él y Pradeep Mohanty describieron el yacimiento de Langudi en un artículo publicado en el Bulletin of the Deccan College Research Institute.[15] En 1996, el Instituto de Estudios Marítimos y del Sudeste Asiático de Orissa y el departamento de arqueología del estado de Odisha comenzaron a explorar el yacimiento. Entre 1996 y 2006, el Instituto llevó a cabo excavaciones en un área de 0,58 km².
Una inscripción Brahmi fragmentada descubierta en el lugar nombra el sitio como puṣpa sabhar giriya («colina llena de flores»), identificada por los excavadores como Pushpagiri. En el año 2000, una excavación llevada a cabo por el instituto, bajo la supervisión del arqueólogo Debraj Pradhan, dio como resultado el descubrimiento de una gran estupa, así como de varios otros artefactos arqueológicos. Los artefactos incluían pilares, una inscripción Brahmi fragmentaria, sellos de terracota y cerámica negra pulida del norte. Debraj Pradhan cree que la estupa fue erigida por el emperador mauriciano Aśoka  (304-232 a. C.): Aunque Xuanzang sugiere que Odra tuvo 10 estupas erigidas por Ashoka, es la única que se ha descubierto hasta ahora. Según B. N. Mukherjee, de la Universidad de Calcuta, que descifró la inscripción Brahmi, la estupa puede haber sido erigida por «un adorador budista laico llamado Ashoka».
En 2007, se descubrieron 34 estupas talladas en la roca de diversos tamaños en la parte norte de la colina. En la estribación sur de la colina se descubrieron varias esculturas budistas talladas en la roca, incluidas esculturas de budas Dhyani en diversas posturas. Según D. K. Dimri, superintendente del círculo de Orissa del Servicio Arqueológico de la India, los hallazgos arqueológicos del lugar abarcan un periodo comprendido entre el siglo I de nuestra era y el IX, y sugieren la existencia de un importante establecimiento monástico budista. En 2007, el Servicio Arqueológico de la India se hizo cargo de las excavaciones.

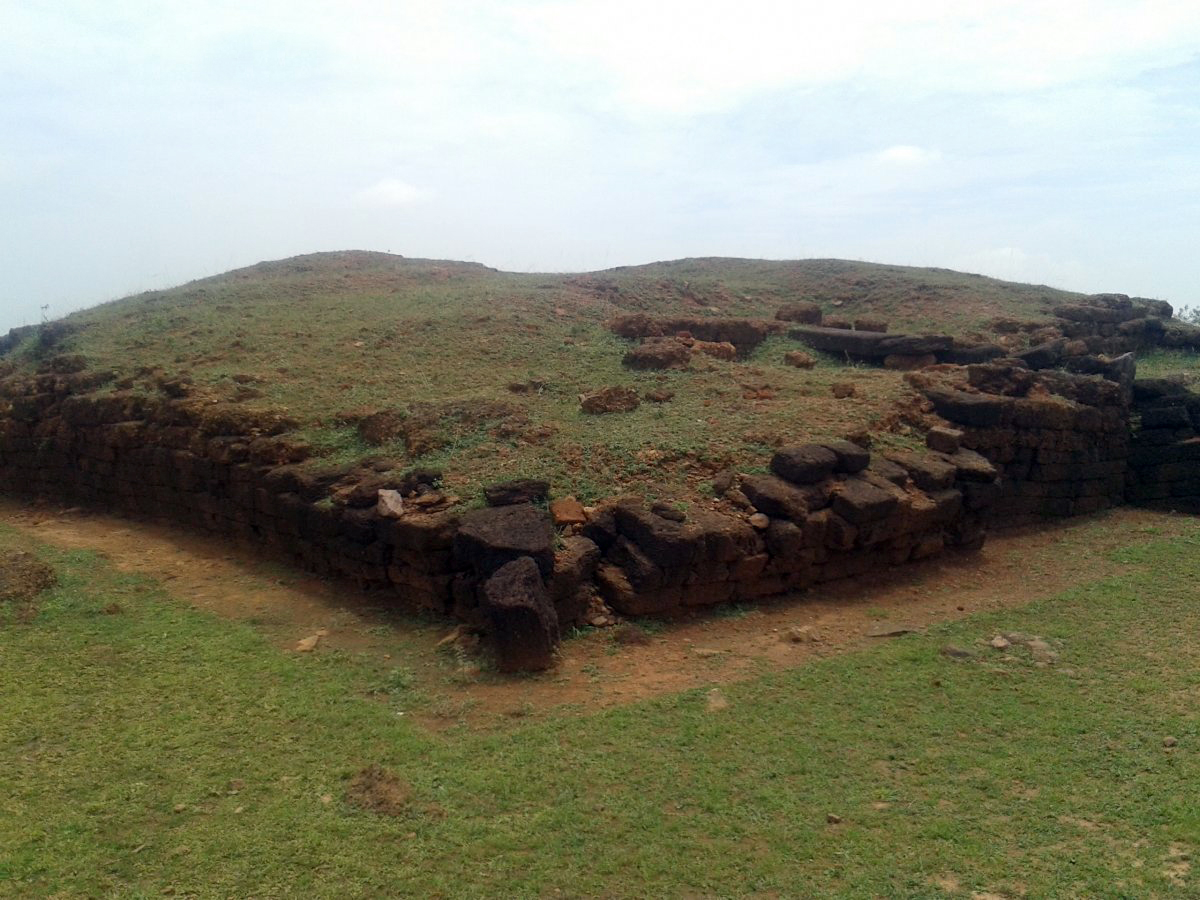
Ruinas de la estupa grande de base cuadrada.
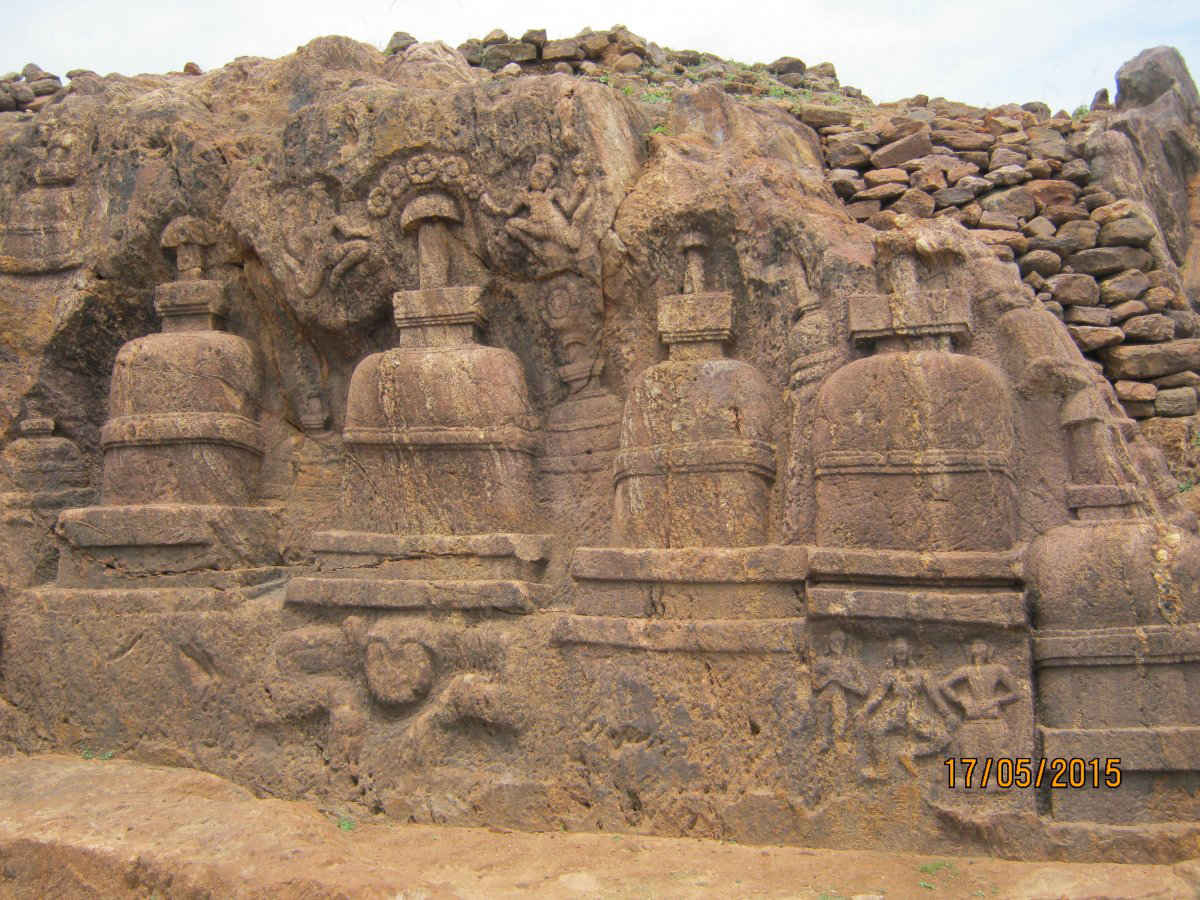
Estupas excavadas en la roca.
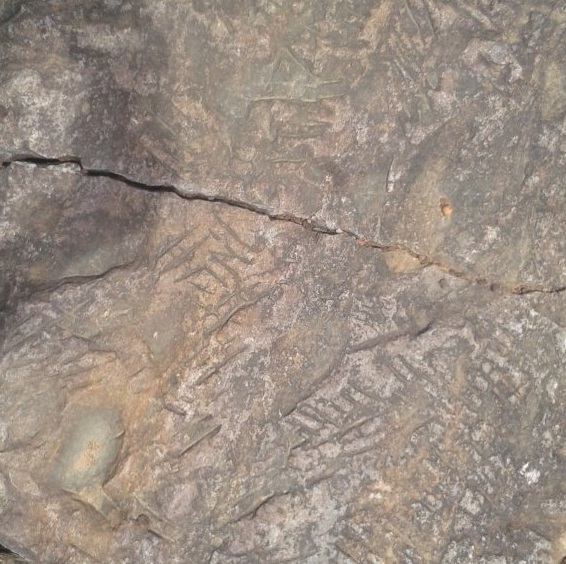
Inscripción en piedra escrita en pali.

## Turismo
En 2005, el Gobierno del Estado de Odisha comenzó a desarrollar el lugar de las colinas de Langudi como lugar turístico mediante la construcción de carreteras y otras instalaciones.
Hay varias atracciones budistas en los alrededores de las colinas de Langudi. La colina de Kaima, en sus inmediaciones, contiene un elefante único tallado en la roca y rodeado de cuatro pilares monolíticos, que data del periodo mauriciano en el siglo III a. C. Deuli, una colina situada en la confluencia de los ríos Brahmani y Kimiria, ha conservado cinco cámaras budistas talladas en la roca dentro de cuevas. Se han descubierto otros yacimientos budistas en Bajragiri, Sarapur y Paikrapur. Los yacimientos de Langudi son quizá el mayor complejo histórico budista de la India.
A Langudi se puede llegar desde Jaraka y Chandikhol por la carretera nacional 5, y es fácilmente accesible desde los centros urbanos de Cuttack y Bhubaneshwar. Los mejores meses para visitar el lugar son los de octubre y febrero.